# Aiguillon
För andra betydelser, se Aiguillon (olika betydelser).
Aiguillon är en kommun i departementet Lot-et-Garonne i regionen Nouvelle-Aquitaine i sydvästra Frankrike. Kommunen ligger i kantonen Port-Sainte-Marie som tillhör arrondissementet Agen. År 2022 hade Aiguillon 3 983 invånare.

## Befolkningsutveckling
Antalet invånare i kommunen Aiguillon
| Referens: INSEE |